# 3563 Canterbury
A 3563 Canterbury (ideiglenes jelöléssel 1985 FE) a Naprendszer kisbolygóövében található aszteroida. Alan C. Gilmore és Pamela M. Kilmartin fedezte fel 1985. március 23-án.